# Каєнна (трубопровід для ЗВГ)
Каєнна (трубопровід для ЗВГ) — трубопровід в Луїзіані, введений в експлуатацію на початку 2018 року для транспортування зріджених вуглеводневих газів на установку фракціонування.
В 2010-х роках на узбережжі Мексиканської затоки внаслідок «сланцевої революції» з'явились великі додаткові обсяги гомологів метану (зріджені вуглеводневі гази — етан, пропан, бутан). Втім, розробка традиційних офшорних родовищ також забезпечувала вилучення з їх продукції зростаючих обсягів ЗВГ. Для подачі останніх з газопереробного заводу Веніс (сюди зокрема виходить газозбірна мережа Mississippi Canyon Gas Pipeline) до фракціонатору в Норко традиційно використовувався трубопровід VP Pipeline (наразі складова частина River Parish Pipeline System) діаметром 200 мм. В 2016 році вирішили створити новий шлях поставок — трубопровід Каєнна. Він починається біля Веніс на правобережжі основного русла Міссісіппі, перетинає річку та далі прямує лівобережжям до району ГПЗ Toca (два десятки кілометрів на південний схід від Нового Орлеана). Звідси вуглеводні транспортуються по прокладеному ще в 20 столітті трубопроводу діаметром 250 мм, котрий раніше окрім ГПЗ Toca обслуговував газопереробний завод Yscloskey (закритий у 2012-му).
Власне трубопровід Каєнна створили шляхом викупу та перепрофіліювання ділянки газопровідної системи High Point Gas Transmission, котра забезпечує подачу блакитного палива з офшорних родовищ навколо дельти Міссісіппі до району ГПЗ Toca, де під'єднується до Southern Natural Gas Pipeline. Одна з її ліній проходить через ГПЗ Веніс, а на завершальному етапі до Toca прямують одразу три нитки. Враховуючи, що видачу продукції з Веніс здійснювали ще три газопроводи інших власників (з подачею продукції в Texas Eastern Transmission, Gulf South Pipeline та Columbia Gulf Transmission), наявна конкуренція не забезпечувала ефективного використання відповідної лінії High Point Gas Transmission. Тому ділянку довжиною 61,3 милі та діаметром від 300 до 450 мм вирішили перепрофілювати під подачу ЗВГ в об'ємах 40 тисяч барелів на добу (з можливістю збільшення до 50 тисяч барелів).
Проект реалізували компанії American Midstream Partners (AMID) і Targa Resources (остання є оператором ГПЗ Веніс). Вони законтрактували ексклюзивне право протягом 15 років здійснювати транспортування вироблених у Веніс зріджених вуглеводневих газів.